# Франсішку ді Са-ді-Міранда
Франсі́шку ді Са-ді-Міра́нда (порт. Francisco de Sá de Miranda [fɾɐ̃ˈsiʃku dɨ ˈsa dɨ miˈɾɐ̃ðɐ]; *28 серпня 1491, Коїмбра — після 17 травня, 1558, Тапада) — португальський поет епохи Відродження.

## З життєпису
Франсішку ді Са-ді-Міранда народився 28 серпня 1491 року у португальському місті Коїмбра; походив з шляхетного португальського роду Sá, старший брат генерал-губернатора Бразилії Ме ді Са. 
Навчався у коледжі при Монастирі Святого Хреста у рідному місті, згодом продовжив освіту, поступивши у Коїмбрський університет.
З юнацьких років уславився як автор невеликих іспанських національних пісень-романсів (романсеро).

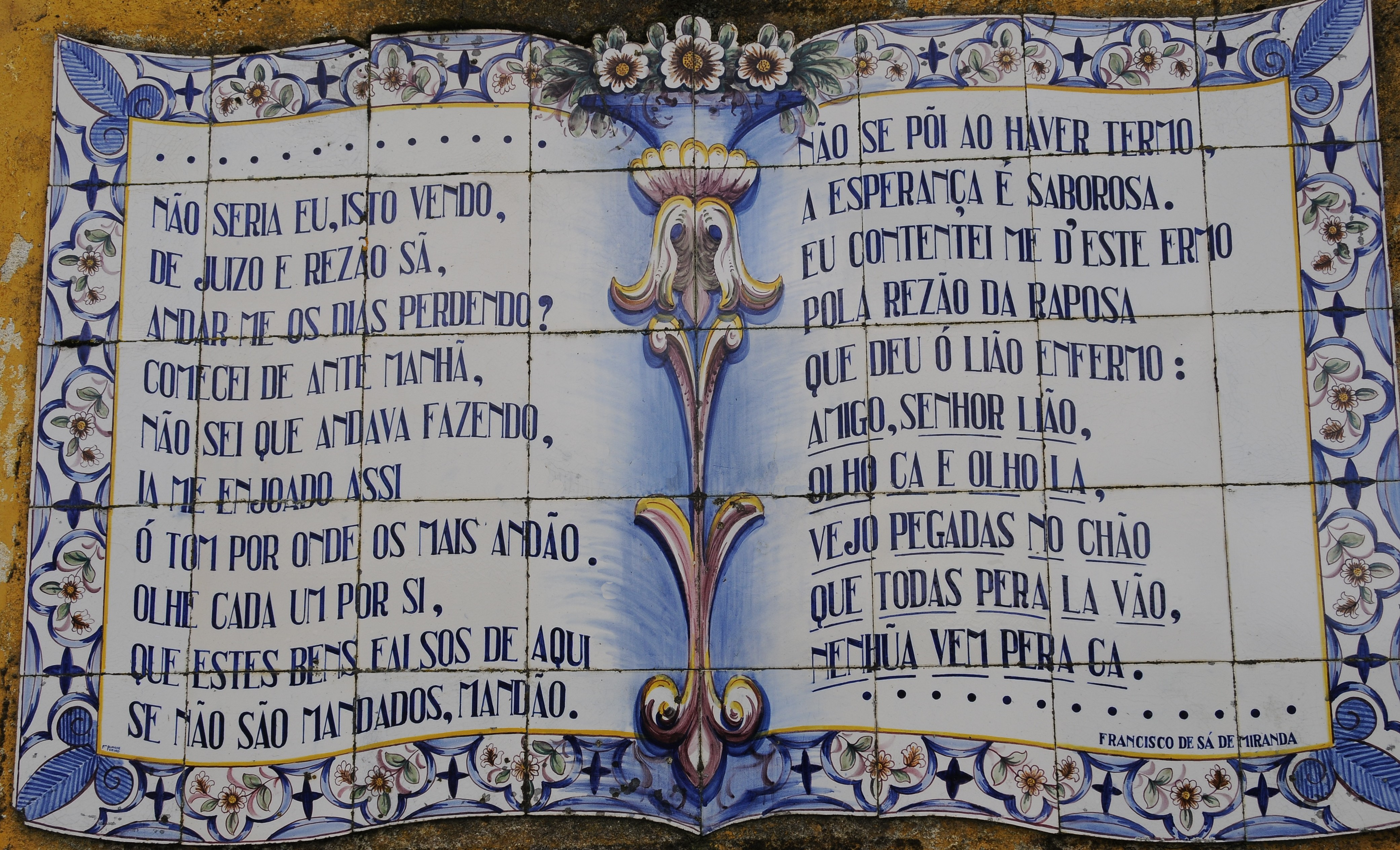
Поема Са-ді-Міранди на кахлі азулєжу

1521 року він вирушив до Італії, щоб познайомитися з письменниками епохи Відродження, потім у 1526 році з тією ж метою вирушив звідти до Іспанії.
По поверненні (у 1526 або 1527 році) Са-ді-Міранда до Португалії Са-ді-Міранда став засновником нової італійської школи поезії або так званої школи петраркістів (Petrarquistas). 
Першу спробу в цьому напрямку Са-ді-Міранда зробив у 1528 році, коли випустив свою Fábula do Mondego у формі канцони, написаної одинадцятирядковим віршем. Відазу за цим з'явились його сонети, епістоли, терцини й ідилії в октавах та інших італійських рядках, частково португальською, частково іспанською, тому що володів обома мовами.
Точну дату смерті Франсішку ді Са-ді-Міранди не встановлено, відомо лише, що він помер у Тападі не раніше 17 травня 1558 року.

## Творчість
Поезія Са-ді-Міранди, попри чужоземну форму, відзначається чисто національним характером, що особливо проявляється в його листах (Cartas) і двох цілком народних португальських Eglogas. У драматичній поезії Са-ді-Міранди виступив новатором, але його дві драми характерів Os Estrangeiros і Os Vilhalpanda, написані прозою в класично-італійській манері, виявилися поза іспано-португальськими смаками і майже не знайшли продовжувачів.
Згідно з думками дослідників саме творчість Са-ді-Міранди відкриває класичну добу в португальській поезії. Його внесок до іспанської літератури є не таким значимим, але досить помітним.
Вперше збірка творів Са-ді-Міранди було видана у 1595 році в Лісабоні. Пізніше його твори неодноразово перевидавались.
Видання
- Poesias de Francisco de Sá de Miranda / Edição feita sobre cinco manuscriptos ineditos e todas as edições impressas acompanhada de um estudo sobre o poeta, variantes, notas, glossario e um retrato por Carolina Michaëlis de Vasconcelos. — Halle : Max Niemeyer, 1885. — 16, CXXXVI, 949, [3] p